# Amphipoea pallescens-albo
Amphipoea pallescens-albo là một loài bướm đêm trong họ Noctuidae.